# Premio Brain
Il premio Brain (internazionalmente conosciuto come The Brain Prize) è un premio conferito annualmente ad uno o più scienziati che si sono distinti per un contributo eccezionale alle neuroscienze in Europa.
Istituito dalla Fondazione Lundbeck, nata nel 1954 per volere di Grete Lundbeck, vedova del fondatore dell'industria farmaceutica danese H. Lundbeck A/S., è assegnato dal 2011, a Copenaghen, dalla  Grete Lundbeck European Brain Research Foundation e consiste in un contributo di 1 milione di euro.

## Elenco dei premiati
2011
- György Buzsáki,  Ungheria;
- Tamás Freund,   Ungheria;
- Péter Somogyi,  Ungheria.

2012
- Christine Petit,  Francia;
- Karen Steel,  Regno Unito.

2013
- Ernst Bamberg,  Germania
- Edward Boyden,  Stati Uniti
- Karl Deisseroth,  Stati Uniti
- Peter Hegemann,  Germania
- Gero Miesenböck,  Regno Unito
- Georg Nagel,  Germania.

2014
- Stanislas Dehaene,  Francia;
- Giacomo Rizzolatti,  Italia;
- Trevor Robbins,  Regno Unito.

2015
- Karel Svoboda,  Rep. Ceca
- David W. Tank,  Stati Uniti
- Winfried Denk,  Germania
- Arthur Konnerth,  Romania